# Gottlieb Johann August Brauns

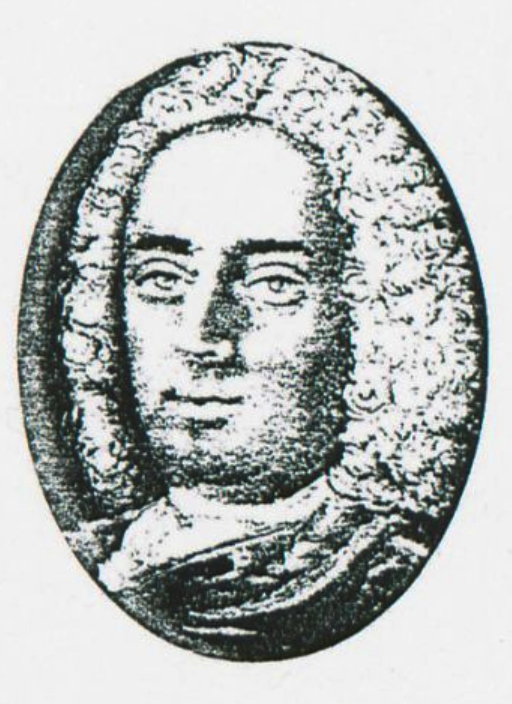
Johann Gottlieb Brauns (1713–1785), Vater von Gottlieb Johann August

Gottlieb Johann August Brauns (* 7. August 1751 in Harburg; † 4. Juli 1820 in Ratzeburg) war seit 1795 königlich-dänischer Amtmann in Ratzeburg und zuvor Amtsschreiber in Harburg. 1769–72 studierte Brauns in Göttingen und hielt sich 1775–1782 als Regimentsauditeur in der Festung von Maó (Menorca) auf. Er war Träger des Dannebrogordens und wurde am 29. Dezember 1815 als Ritter des Guelphen-Ordens in den persönlichen Adelsstand erhoben.

## Elternhaus
Er wurde als Sohn des Amtmanns in Harburg und Aerzen sowie Meisters vom Stuhl der Hamelner Loge „zur Eiche“ Johann Gottlieb Brauns (* 1713 in Clausthal als Sohn des Predigers der deutschen Hofkapelle in London, Heinrich Joachim Brauns und der Justine Meyenbergen; † 1785 in Aerzen) und der Anna Dorothea Schöllermann (* 1725 in Harburg als Tochter des Festungsbaukommissars Schöllermann und der Maria Holste; † 1788 ebd.) geboren. Dessen Bruder war ebenfalls Harburger Amtsschreiber und dann Beamter zu Wilhelmsburg. Bereits der Großonkel Caspar Brauns (* 1662 in Münder/Deister als Sohn von Quartiermeister Heinrich Bruns und Margarethe von Haus; † 1742 in Hamburg-Altona) war im nahen Altona beruflich tätig gewesen. Außerdem hatte sein Vettersohn, J. L. E. Pluns (* 1791), der auch Schwiegersohn von Johann Georg Repsold und pädagogischer Mentor von Johann Hinrich Wichern war, eine Lehranstalt am Dammtor (Rotherbaum) gegründet. Eine Cousine war Marie Justine v. Könemann, verh. Bacmeister.

## Literatur

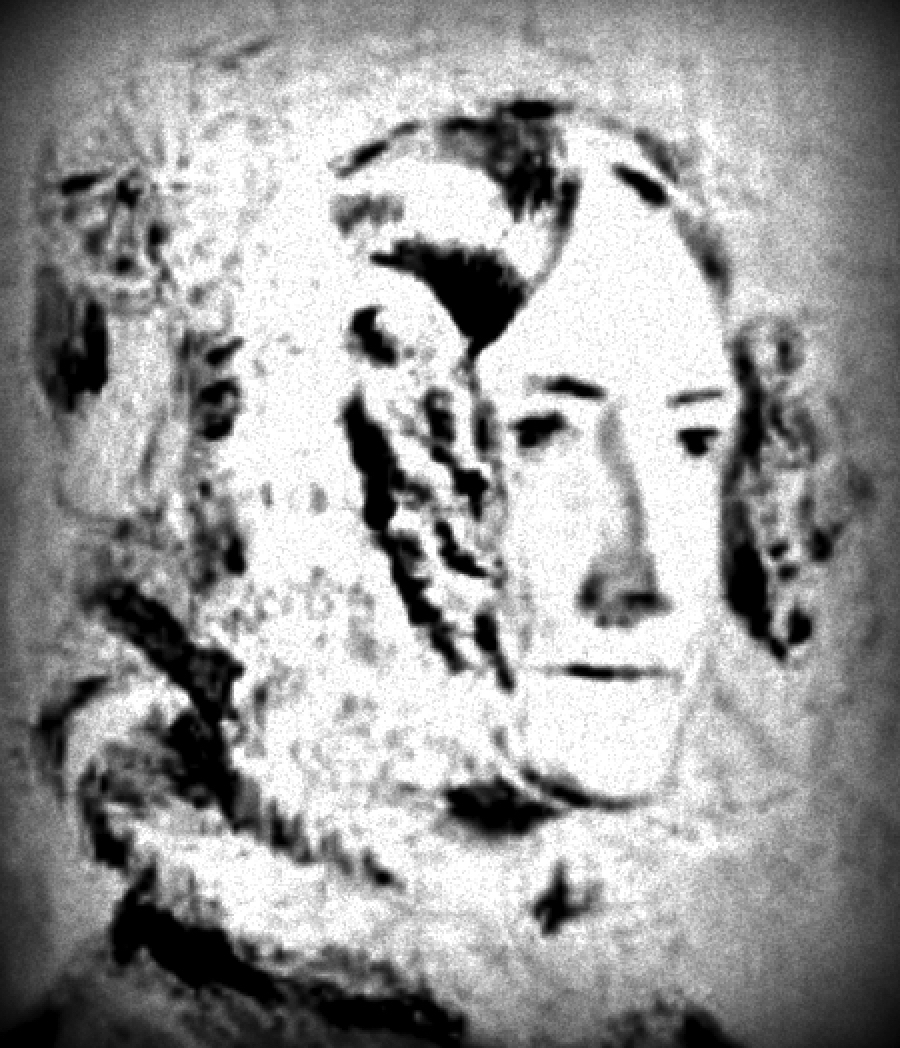
Wilhelmine Brauns (* 1783, † 1858), Tochter von August Brauns aus 1. Ehe

## Wappen

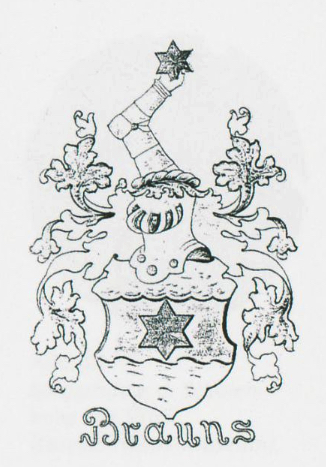
Wappen Brauns

Das Wappen der seit 1470 in Gronau/Leine nachweisbaren Familie, erstmals von einem anderen Großonkel, Hofrat Johann Brauns (1656–1723, Vormund von Enkeln des Börries von Münchhausen) u. a. auf dessen Erbbegräbnis in Hannover-Döhren benutzt, zeigt unter Wolcken-Schildeshaupt einen Stern.

## Familie

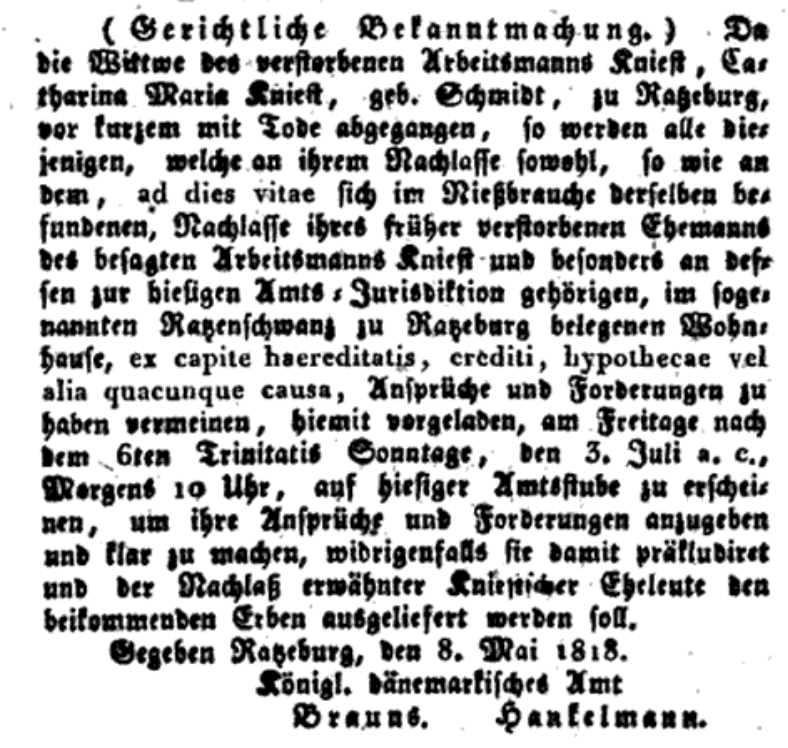
Bsph. Amtshandlung Brauns´: Nachlassverwaltung Kniest 1818

Brauns heiratete in erster Ehe die Lady Mary Louise Hamilton († 1793 in Pyrmont als Tochter eines Alexander Hamilton [ca. 1728–1788] aus dem gleichnamigen schott. Clan, welcher von 1770 bis 1782 Fortkommandant von St. Philip und zuvor Lieutenant im u. a. in Minden stationierten 51st Regiment of Foot des Herzog Douglas Hamilton war). Seine in Plymouth geborene Tochter aus erster Ehe, Wilhelmine, war eine Vertraute von Annette von Droste-Hülshoff, Förderin von Johan Christian Dahl sowie Brieffreundin von Hans Christian Andersen und heiratete Claus Benedict von der Decken (1756–1823 Sohn von Carl Christian von der Decken). Brauns heiratete in zweiter Ehe die Schwester seines Schwiegersohns, Anna Amalie von der Decken. Die Kanonisse Anna Karoline Henriette Albrecht (1808–1871), eine Tante von George Alexander Albrecht, war seine Großnichte. Der Mineraloge Reinhard Brauns war ein Urgroßneffe, ein anderer war der US-amerikanische Architekt und baltimorer AIA-Mitbegründer Henry Frederick Brauns.